# Chuck Smith (esperantista)
Chuck Smith (* 24. června 1979, Hershey, Pensylvánie, USA) je americký esperantista a informatik, zakladatel esperantské Wikipedie a autor myšlenky vzniku české Wikipedie, kterou na jeho popud v roce 2002 založil brněnský esperantista Miroslav Malovec. V současnosti žije v Německu a pracuje jako vývojář mobilních aplikací.

## Životopis
V únoru 2001 se naučil jazyk esperanto a v listopadu 2001 založil na internetu esperantskou Wikipedii jako jedenáctou jazykovou verzí svobodné encyklopedie Wikipedie. Ve druhé polovině roku 2002 pak se záměrem Wikipedii propagovat navštívil Brazílii a Argentinu a procestoval dalších 12 zemí Evropy (Spojené království, Francii, Německo, Švédsko, Česko, Slovinsko, Chorvatsko, Srbsko, Turecko, Rakousko, Lucembursko a Nizozemsko). Při těchto cestách se účastnil esperantských setkání a schůzek klubů esperantistů, při nichž o Wikipedii přednášel. Během návštěvy Česka se  zúčastnil Konference o užití esperanta ve vědě a technice konané 8.–10. listopadu 2002 v Dobřichovicích, po níž v Brně navštívil českého esperantistu Miroslava Malovce a pomohl mu založit českou Wikipedii.
V průběhu roku 2003 působil jako dobrovolník Světové esperantské mládežnické organizace (TEJO) v jejím ústředí v nizozemském Rotterdamu. Poté od dubna do června 2004 pracoval na plný úvazek v kanceláři společnosti Esperanto Antaŭen v kanadském Calgary.
V minulosti působil také ve vedení Americké esperantské mládeže (USEJ), TEJO a internetové vzdělávací organizace E@I či zastupoval Světový esperantský svaz u Organizace spojených národů.
V současnosti žije v Berlíně, kde pracuje jako programátor mobilních aplikací a působil jako předseda skupiny berlínské esperantské mládeže.

## Dílo
Počínaje rokem 2001 se Chuck Smith proslavil jako zakladatel esperantské Wikipedie a iniciátor vzniku dalších jazykových verzí této internetové encyklopedie včetně české.
V listopadu 2006 spustil internetový projekt Eklaboru pro hledání práce prostřednictvím esperanta, v roce 2007 pak sociální síť Amikumu.
V letech 2010–2015 pracoval Smith jako placený přispěvatel anglickojazyčného blogu o esperantu na webových stránkách Transparent Language.
V letech 2014–2016 zorganizoval Chuck Smith spolu s Judith Meyerovou v Berlíně první tři ročníky akce Polyglot Gathering. Úmyslem bylo umožnit milovníkům jazyků setkávat se na akci, která se atmosférou podoba esperantským setkáním. Pořádání akce v roce 2017 převzala organizace E@I.
V červnu 2015 publikoval Smith na stránce Duolingo kurz esperanta pro mluvčí angličtiny, který jen za první rok provozu využilo přes 400 tisíc studentů. Za tento počin a obecněji za rozsáhlé šíření a využívání esperanta na internetu se stal vítězem ankety Esperantista roku 2015.
V roce 2016 Chuck Smith společně s australským esperantistou Richardem Delamorem obrodil projekt Amikumu do podoby mobilní aplikace umožňující uživatelům vyhledávat mluvčí studovaných jazyků ve svém okolí.
Zabývá se též dějinami počítačových her a od roku 2023 využitím virtuální reality při studiu jazyků.